# Olpium flavum
Olpium flavum är en spindeldjursart som beskrevs av Volker Mahnert 2007. Olpium flavum ingår i släktet Olpium och familjen Olpiidae. Inga underarter finns listade i Catalogue of Life.